# Heteroplacidium divisum
Heteroplacidium divisum är en lavart som först beskrevs av Alexander Zahlbruckner, och fick sitt nu gällande namn av Breuss. Heteroplacidium divisum ingår i släktet Heteroplacidium och familjen Verrucariaceae.   Inga underarter finns listade i Catalogue of Life.